# 叶佩琼
叶佩琼（1937年—），生于广州，中国退役女子乒乓球运动员。

## 生涯
叶佩琼为中华人民共和国第一代乒乓球国手，14岁时成为广州最年轻的女子单打冠军，1957年进入国家队，与邱钟惠、孙梅英合力夺得第24届和第25届世乒赛女团季军。退役后的叶佩琼定居于北京。

## 家庭
叶佩琼的丈夫为体操教练李世铭，曾是奥运冠军马燕红的教练；儿子李隼为中国女子乒乓球队教练员，曾先后指导王楠、张怡宁和李晓霞三位女乒成员夺得奥运会乒乓球女单冠军。